# Pays d'Horte et Tardoire
 (juillet 2025).
Motif : Sans sources, structure sans fiscalité propre de moins de 50000 habitants.
- Archive Wikiwix
- Bing
- Cairn
- DuckDuckGo
- E. Universalis
- Gallica
- Google
- G. Books
- G. News
- G. Scholar
- Persée
- Qwant
- (zh) Baidu
- (ru) Yandex
- (wd) trouver des œuvres sur Wikidata

| 1. | Préciser le motif de la pose du bandeau. | Précisez le motif de la pose du bandeau en utilisant la syntaxe suivante : {{admissibilité à vérifier\|date=août 2025\|motif=remplacez ce texte par le motif}}                                |
| 2. | Informer les utilisateurs concernés.     | Pensez à avertir le créateur de l'article, par exemple, en insérant le code ci-dessous sur sa page de discussion : {{subst:avertissement admissibilité à vérifier\|Pays d'Horte et Tardoire}} |

Le Pays d'Horte et Tardoire (Òrta e Tardoira en limousin), était une structure de regroupement de collectivités locales françaises (Pays) située dans le département de la Charente, et la région Nouvelle-Aquitaine. Il correspond à la  région naturelle de France éponyme. La ville principale est La Rochefoucauld.

## Géographie
Cette région plus ou moins naturelle est localisée dans le sud-est de la Charente, et est limitrophe avec le département de la Dordogne. Elle regroupe la vallée de la Tardoire entre La Rochefoucauld et Montbron, la vallée du Bandiat, et la forêt d'Horte, mais elle s'étend au sud jusqu'à Vaux-Lavalette, et au nord jusqu'à Coulgens. À l'est, elle grignote la Charente limousine avec les communes d'Écuras et Rouzède.

## Composition
C'est un « syndicat intercommunal » qui regroupe 50 communes des cantons de Montbron, Villebois-Lavalette, La Rochefoucauld (excepté les communes de Brie et de Jauldes), Montembœuf (seulement pour la commune de Saint-Adjutory), Soyaux (excepté la commune de Soyaux). 
Le syndicat mixte est dissout en mars 2017.
C'est un des six pays de la Charente, et il recouvre quatre communautés de communes :
- Communauté de communes Bandiat-Tardoire
- Communauté de communes de la Vallée de l'Échelle
- Communauté de communes Seuil Charente-Périgord
- Communauté de communes d'Horte et Lavalette